# Gouvernement Santer-Poos III
Grand-Duché de Luxembourg
Gouvernement Santer-Poos II Gouvernement Juncker-Poos I
Le gouvernement Santer-Poos III (luxembourgeois : Regierung Santer-Poos III), est le gouvernement du Luxembourg en fonction du 13 juillet 1994 au 20 janvier 1995.

## Les élections
Lors des élections législatives du 12 juin 1994, le Parti chrétien-social et le Parti ouvrier socialiste luxembourgeois demeurent les deux partis avec les meilleurs scores et obtiennent respectivement 21 et 17 mandats. Le troisième placé, le Parti démocratique, n’est représenté que par 12 députés à la nouvelle Chambre. Les verts (Déi Gréng GLEI/GAP) et le Comité d’action ADR (Aktiounskomitee fir Demokratie a Rentegerechtegkeet) ont chacun cinq représentants au Parlement. Chrétiens-sociaux et socialistes décident de rééditer la coalition. Le tandem Santer/Poos entre dans sa troisième législature. Le gouvernement est remanié à la suite de la nomination de Jacques Santer à la présidence de la Commission européenne à partir du 23 janvier 1995. Le Conseil européen des chefs d’État ou de gouvernement, réuni à Bruxelles le 15 juillet 1994, avait désigné le Premier ministre luxembourgeois à ce poste pour succéder à Jacques Delors.

## Composition
| Portefeuille | Titulaire | Titulaire            | Parti |
| --- | --------- | -------------------- | ----- |
| Premier ministre Ministre d'État Ministre du Trésor Ministre des Affaires culturelles                                                        |           | Jacques Santer       | CSV   |
| Vice-Premier ministre Ministre des Affaires étrangères, du Commerce extérieur et de la Coopération                                           |           | Jacques F. Poos      | LSAP  |
| Ministre de la Famille et de la Solidarité Ministre des Classes moyennes et du Tourisme Ministre de la Fonction publique                     |           | Fernand Boden        | CSV   |
| Ministre de l'Intérieur Ministre du Logement                                                                                                 |           | Jean Spautz          | CSV   |
| Ministre des Finances Ministre du Travail |           | Jean-Claude Juncker  | CSV   |
| Ministre de l'Éducation nationale Ministre de la Justice                                                                                     |           | Marc Fischbach       | CSV   |
| Ministre de la Santé Ministre de l'Environnement                                                                                             |           | Johny Lahure         | LSAP  |
| Ministre de l'Économie Ministre des Travaux publics Ministre de l'Énergie                                                                    |           | Robert Goebbels      | LSAP  |
| Ministre de l'Aménagement du territoire Ministre de la Force publique Ministre de l'Éducation physique et des Sports Ministre de la Jeunesse |           | Alex Bodry           | LSAP  |
| Ministre de l'Agriculture, de la Viticulture et du Développement rural Ministre déléguée aux Affaires culturelles                            |           | Marie-Josée Jacobs   | CSV   |
| Ministre de la Sécurité sociale Ministre des Transports Ministre des Communications                                                          |           | Mady Delvaux-Stehres | LSAP  |
| Secrétaire d'État aux Affaires étrangères, au Commerce extérieur et à la Coopération                                                         |           | Georges Wohlfart     | LSAP  |

## La politique extérieure
Sur le plan extérieur, la politique du gouvernement est marquée par la mise en œuvre du traité de Maastricht ainsi que par l’élargissement et l’approfondissement de l’Union européenne. Elle vise à réaffirmer la place du Luxembourg au sein d’une Europe solidaire et respectueuse des différences. Le Luxembourg veut être un partenaire à part entière, tout en préservant son identité et sa spécificité.

## La politique intérieure
Sur le plan intérieur, le gouvernement est confronté à un besoin considérable d’investissements publics, notamment au niveau des voies de communication routières, des infrastructures scolaires, du secteur hospitalier ainsi que du traitement des déchets et des eaux usées. Les points forts de l’action gouvernementale sont, outre l’amélioration des infrastructures, la réforme de l’enseignement, la protection de l’environnement, la modernisation de l’administration publique ainsi que la politique de la famille et de la solidarité sociale.